# Mine de Sossego
 (mars 2025).
La mine de Sossego est une mine à ciel ouvert de cuivre et d'or située au Brésil au Pará. Elle est gérée par Vale et a ouvert en 2004.